# Vrnčani (Čačak)
Pour les articles homonymes, voir Vrnčani.
Vrnčani (en serbe cyrillique : Врнчани) est un village de Serbie situé sur le territoire de la Ville de Čačak, district de Moravica. Au recensement de 2011, il comptait 220 habitants.

## Démographie

### Évolution historique de la population
| 1948 | 1953 | 1961 | 1971 | 1981 | 1991 | 2002 | 2011 |
| ---- | ---- | ---- | ---- | ---- | ---- | ---- | ---- |
| 545  | 704  | 616  | 523  | 448  | 368  | 279  | 220  |

|  |